# Игра Романычева

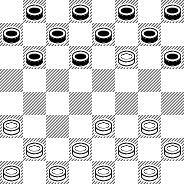

Игра Романычева — дебют в русских шашках. Табия дебюта возникает после ходов 1.cd4 fe5. 2.d:f6.
Ответ черных может быть 2…g:e5 или 2…e:g5. В первом случае такую систему играл в конце XIX века один из сильнейших игроков Москвы С.Романычев (умер в 1891), откуда и название дебюта. Его дали издатели журнала Шашечница (Москва) Павел Павлович Бобров и Давыд Иванович Саргин в номере за 1892 год, то есть спустя год от смерти Романычева.
Начало это подробно разработано С. А. Романычевым, который утверждал, что в этом дебюте белые выигрывают. Первые 4 или 5 ходов могут случайно встречаться в партиях лиц, никогда не знавших Романычева, но разработка дебюта… принадлежит всецело Романычеву, по крайней мере, мы не знаем никого другого, кто бы во всех вариантах исследовал настолько это начало
После анализа в начале XX века, который сделал Александр Шошин, этот вариант с выпадом 2…g:e5 получил название Гибельное начало, так как стало ясно, что черные получают после 3.ab4 очень плохую игру. После опровержения основного варианта (который могут играть ради острой игры) Игра Романычева стала связываться с разменом на борт 2…e:g5.